# 트레이더 조스
트레이더 조스(Trader Joe's)는 캘리포니아 몬로비아에 본사를 둔 식료품점의 미국 체인이다. 이 체인에는 미국 전역에 560개의 매장이 있다.
최초의 트레이더 조스 매장은 1967년 설립자 조 쿨롱(Joe Coulombe)이 캘리포니아 패서디나에 문을 열었다. 이 체인은 1979년부터 상속인에게 소유권이 이전된 2010년 사망할 때까지 독일 기업가 테오 알브레히트(Theo Albrecht)가 소유했다. 이 회사는 캘리포니아 주 몬로비아와 매사추세츠 주 보스턴에 사무실을 두고 있다.

## 역사
트레이더 조스는 창립자 조 쿨롱의 이름을 따서 명명되었다. 이 회사는 1958년 프론토 마켓(Pronto Market) 편의점으로 알려진 광역 로스앤젤레스 지역 체인점으로 시작했다. 쿨롱은 원래 프론토 마켓이 "편의점의 800파운드 고릴라"라고 묘사한 세븐일레븐과 너무 유사하다고 느꼈고 경쟁이 너무 심할 것이라고 우려했다.
쿨롱은 카리브해에서 휴가를 보내는 동안 트레이더 조의 사우스시즈(South Seas) 모티프에 대한 아이디어를 개발했다. 티키 문화 열풍은 1960년대 미국에서 여전히 널리 퍼져 있었기 때문에 그 유행에 대한 직접적 고개를 끄덕이며 트레이더 조의 이름 자체는 유명한 티키 테마 레스토랑인 트레이더 빅스(Trader Vic's)를 스푸핑한 것이었다. 버버리힐스(Beverly Hills)의 트레이더 빅스에서 식사하는 것은 악명이 높았지만 패서디나의 트레이더 조스는 경건하지 않고 저렴한 음식과 음료를 제공했다.
트레이더 조스 브랜드의 첫 매장은 1967년 캘리포니아 패서디나에 문을 열었다. 작동 상태를 유지한다. 처음 몇 십 년 동안 일부 매장에서는 매장 공간을 임대한 정육점에서 제공하는 신선한 고기와 샌드위치, 갓 자른 치즈를 모두 매장에서 제공했다.
1979년 독일인 테오 알브레히트(알디 노드의 소유주이자 CEO)가 가족을 위한 개인 투자로 회사를 인수했다. 쿨롱은 1987년에 존 V. 실즈(John V. Shields)가 CEO 자리를 계승했다. 그의 리더십 아래 회사는 1993년에 애리조나로, 2년 후에는 태평양 북서부로 사업을 확장했다. 1996년에 회사는 보스턴 외곽의 브루클린과 케임브리지의 이스트코스트(East Coast)에 첫 매장을 열었다. 2001년 실즈는 은퇴했고 댄 베인(Dan Bane)이 그를 계승하여 CEO가 되었다.
트레이더 조스는 설립 이후 계속해서 미국 전역으로 확장해 왔다. 2004년 비즈니스위크는 트레이더 조스가 1990년에서 2001년 사이에 매장 수를 5배로 늘리고 수익을 10배로 늘렸다고 보도했다. 2008년 2월 비즈니스위크는 이 회사가 미국에서 평방피트당 가장 높은 매출을 올렸다고 보도했다. 2년 반 후인 2016년 포춘지는 평방피트당 상품 매출이 $1,750로 추정했으며, 이는 홀푸즈 매출의 두 배 이상이다.
브랜드의 이름을 딴 조 쿨롱은 2020년에 사망했다. 그의 회고록이자 비즈니스 가이드인 비커밍 트레이더 조(Becoming Trader Joe)는 2021년에 출판되었다.
이후 한국음식들을 판매했는데 현재 큰인기를 얻고있다